# Municipio de Richland (condado de Story)
El municipio de Richland (en inglés: Richland Township) es un municipio ubicado en el condado de Story en el estado estadounidense de Iowa. En el año 2010 tenía una población de 352 habitantes y una densidad poblacional de 3,74 personas por km².

## Geografía
El municipio de Richland se encuentra ubicado en las coordenadas 42°4′52″N 93°24′4″O / 42.08111, -93.40111. Según la Oficina del Censo de los Estados Unidos, el municipio tiene una superficie total de 94.08 km², de la cual 94,06 km² corresponden a tierra firme y (0,02 %) 0,02 km² es agua.

## Demografía
Según el censo de 2010, había 352 personas residiendo en el municipio de Richland. La densidad de población era de 3,74 hab./km². De los 352 habitantes, el municipio de Richland estaba compuesto por el 95,45 % blancos, el 0,57 % eran afroamericanos, el 1,42 % eran amerindios, el 0,57 % eran asiáticos, el 0,28 % eran de otras razas y el 1,7 % eran de una mezcla de razas. Del total de la población el 0,28 % eran hispanos o latinos de cualquier raza.